# إسماعيل يك
إسماعيل يورتسيفين الشهير باسم إسماعيل يك (İsmail YK) ( من مواليد 5 يوليو 1978 ) بمدينة هام، في ألمانيا هو مغني وكاتب أغاني وملحن تركي، يعتبر من أشهر المغنيين التركيين في تركيا، في بداية مشواره الغنائي كان عضوا سابقاً في مجموعة غنائية تدعى Yurtseven Kardeşler

## مواقع خارجية
- إسماعيل يك على موقع IMDb (الإنجليزية)
- إسماعيل يك على موقع ميوزك برينز (الإنجليزية)
- الموقع الرسمي لإسماعيل يك
- Ismail YK Bombabomba.com site
- الموقع الرسمي لإسماعيل يورتسيفين
- الموقع الرسمي للمعجبين لإرسال الرسائل
- İsmail Yk Haydi Bastır